# Kokochu
Alakhai Bekhi (o Teb-Tengri; 1150 circa – 1206) fu uno sciamano al servizio di Gengis Khan, del quale fu fratellastro.

## Biografia
Nacque intorno allo stesso periodo della nascita di Temujin, il futuro Genghis Khan, ma sua madre morì nel darlo alla luce; suo padre si chiamava Munglik (ebbe in tutto sette figli), il quale fu un fedele servitore di Yesugei Baghatur, padre di Temujin e capo dei Borjigin. Dopo la morte di Yesugei, Kokochu, insieme a padre e fratelli, seguì Taigutei, dei Tai-giuti, ma dopo che Temujin iniziò a ricostruire il clan dei Borjigin a cui apparteneva, Munglik tornò e si sposò con Hoelun, la madre di Temujin, rendendo quest'ultimo un fratellastro del figlio Kokochu. Fin dalla nascita, Kokochu fu destinato a diventare uno sciamano; fu lui stesso a proclamare Temujin come Gran Khan di tutti i Mongoli nel 1206.
Poco dopo quella nomina, però, Kokochu, da tempo divenuto Teb-Tengri, cospirò per poter dominare il neonato impero mongolo: tentò in primo luogo di sbarazzarsi di Khasar, il fratello biologico di Genghis, che mise in guardia dal suo (falso) tradimento; Genghis lo imprigionò e lo privò dei suoi onori, che però gli furono restituiti per intercessione della regina madre Hoelun. Successivamente, toccò a un altro fratello di Genghis, Temüge, che venne fatto umiliare in pubblico; stavolta, Genghis fu assai più comprensivo e si fece mettere in guardia dalla moglie Börte. Il Gran Khan invitò Munglik e i suoi sette figli alla sua corte il giorno dopo; quando essi arrivarono, Temuge sfidò Teb-Tengri a un incontro di lotta e, dato che erano proibiti gli scontri nelle tende, lo attirò fuori dalla tenda, dove tre uomini forzuti presero lo sciamano e gli spezzarono la spina dorsale (una fine priva di spargimento di sangue e relativamente dignitosa per una persona di alto ceto da quelle parti). Morto Teb-Tengri, il suo posto fu preso dal vecchio Usub dei Ba'arin.